# كوري ألين
كوري ألين (بالإنجليزية: Corey Allen)‏ مواليد 29 يونيو 1934 في كليفلاند - الوفاة 27 يونيو 2010 في هوليوود، كاليفورنيا، الولايات المتحدة، هو ممثل ومخرج ومنتج وكاتب سيناريو أمريكي بدأ مسيرته الفنية سنة 1954. امتدت مسيرته الفنية لأكثر من 56 عاما.

## الأعمال
- ستار تريك: ديب سبيس ناين
- ستار تريك: الجيل التالي
- البحث
- لاسي الجديدة
- هانتر
- كابيتول
- سيمون وسيمون
- ماجنوم بي آي
- ترابر جون إم دي
- كوينسي إم إي

## روابط خارجية
- كوري ألين على موقع IMDb (الإنجليزية)
- كوري ألين على موقع ألو سيني (الفرنسية)
- كوري ألين على موقع أول موفي (الإنجليزية)
- كوري ألين على موقع قاعدة بيانات الأفلام السويدية (السويدية)
- كوري ألين على موقع قاعدة بيانات الفيلم (الإنجليزية)
- كوري ألين على موقع كينوبويسك (الروسية)